# Wilmkebreekpolder

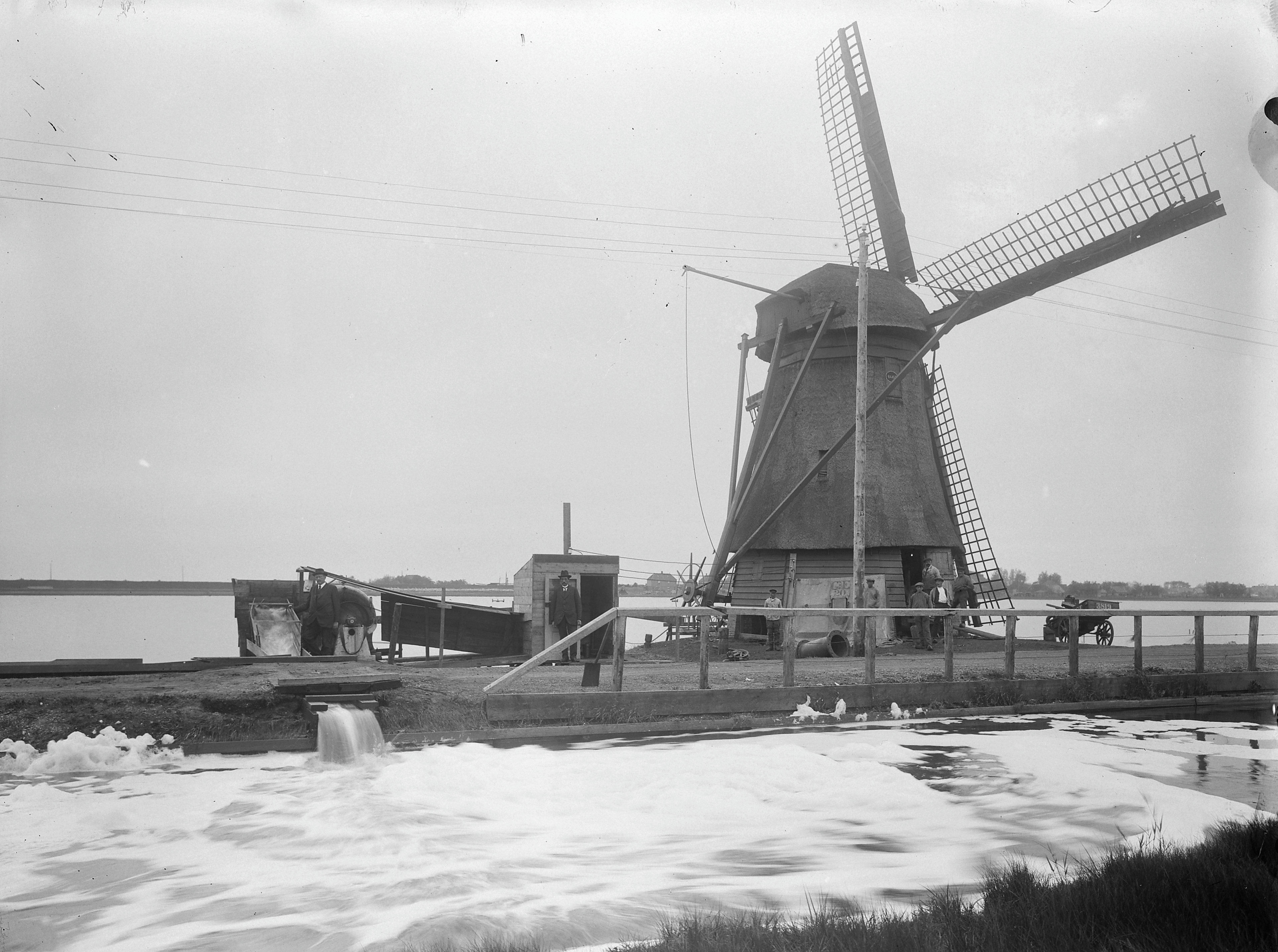
Molen 't Haasje. De laatste windpoldermolen van de Wilmkebreekpolder was ook in gebruik als korenmolen. De molen werd rond 1815 gebouwd en in 1916 vervangen door een elektrisch gemaal. De foto is genomen na de stormvloed van 1916. Een noodpomp maalt de overstroomde polder leeg in de sloot langs de Kadoelenweg.

Wilmkebreekpolder is een polder in de wijk Kadoelen in Amsterdam-Noord langs het Zijkanaal I. 
Oorspronkelijk was de Wilmkebreek, ook wel Wellemkebreek, een kolk die in het begin van de zestiende eeuw ontstond door een dijkdoorbraak van het toen nog naastgelegen IJ. Het meer werd vernoemd naar graaf Willem VI die na een eerdere overstroming in 1410 opdracht had gegeven de zeedijk langs het IJ te herstellen. In 1633 werd een octrooi verleend om Wilmkebreek weer droog te maken. Ruim een eeuw na het ontstaan werd het meer bedijkt en leeggepompt. Een systeem van afwateringssloten werd in de lengterichting in de polder aangelegd. De hoofdas (630 m.) loopt van noordwest naar zuidoost met haaks daarop de dwarsas (360 m.).  Omdat veen door de doorbraak was weggeslagen ligt de polder lager dan de omgeving. De polder is in zijn geschiedenis nog verschillende malen ondergelopen. De laatste overstroming vond plaats in 1916, toen de Zuiderzeedijk bij Monnickendam doorbrak. 
Vroeger lag de polder aan het IJ maar door de aanleg van het Noordzeekanaal in de tweede helft van de negentiende eeuw kwam de Wilmkebreekpolder in agrarisch gebied te liggen. Vanaf de tweede helft van de twintigste eeuw verstedelijkte dat gebied maar de polder zelf is onbebouwd gebleven. Sinds 2001 is de polder onderdeel van het provinciaal monument de Waterlandse Zeedijk. De polder is in beheer bij Hoogheemraadschap Hollands Noorderkwartier.